# Cosmopterix callichalca
Cosmopterix callichalca là một loài bướm đêm thuộc họ Cosmopterigidae. Nó được tìm thấy ở Argentina (Salta), Brasil (Amazonas, Distrito Federal, Goias, Minas Gerais) và Hoa Kỳ (Alabama, Florida, Louisiana, Michigan, Mississippi và Texas)
Cánh trước dài 3,1-5,7 mm.
Ấu trùng ăn Schizachyrium scoparium. Chúng ăn lá nơi chúng làm tổ. 